# F (rapper)
F, pseudonimo di Fanni Sjöholm (Turku, 1993), è una rapper e cantante finlandese.

## Biografia
F ha studiato pianoforte e violino e ha completato la sua formazione musicale all'Accademia Sibelius di Helsinki. Nel 2017 ha firmato un contratto discografico con la Universal Music Finland, e si è fatta conoscere aprendo il concerto finlandese di Azealia Banks e, nella primavera del 2018, come artista di supporto della tournée nazionale di Pyhimys. Nell'estate successiva si è esibita in una serie di concerti con il collettivo rap D.R.E.A.M.G.I.R.L.S.
Ad aprile 2019 è uscito l'album di debutto di F, Mä en oo viel tarpeeks iso, che ha debuttato al 47º posto nella top 50 finlandese ed è stato supportato da una tournée insieme a Lukas Leon, Bess e Sofa. Il suo secondo album, Mä oon vapaa, è stato pubblicato a maggio 2020.

## Discografia

### Album in studio
- 2019 – Mä en oo viel tarpeeks iso
- 2020 – Mä oon vapaa
- 2022 – Jos

### Singoli
- 2017 – Ovikelloo
- 2017 – Aina mä muistan sut
- 2018 – Hajoaa
- 2018 – Tuntuu
- 2018 – Aina mä muistan sut (Misha remix)
- 2018 – Katastrofin aineet (con Costee)
- 2019 – Kärpänen (con Pyhimys)
- 2020 – Sokerii
- 2020 – Sä
- 2020 – Mä en pysy aina itteni kyydis II (con Mariska)
- 2021 – Ihana
- 2021 – Menetän sut (con Hassan Maikal)
- 2021 – Mitä jos (con Kasmir)
- 2022 – Ekaa kertaa
- 2023 – Naispaholainen II
- 2023 – Teetä